# Domnul (film din 1964)
Domnul (titlul original: în franceză Monsieur) este un film de comedie franco-italiano-vestgerman, realizat în 1964 de regizorul Jean-Paul Le Chanois, după piesa omonimă a scriitorului Claude Gevel, protagoniști fiind actorii Jean Gabin, Philippe Noiret, Liselotte Pulver și Mireille Darc. 

## Conținut
„Domnul” René Duchêne, nu este altcineva decât un director de bancă respectat și bine situat și un „adevărat domn” din cap până în picioare. Dar acum lumea lui s-a prăbușit. Merge cufundat în gânduri în lungul străzii, când o domnișoară drăguță, blondă, evident o prostituată, i se adresează. Domnul respinge politicos oferta ei evidentă, apoi vede pe cine are în fața ochilor: este Suzanne, fosta sa servitoare.  Încep să converseze: „A fost frumos să lucrez la dumneavoastră”, își amintește drăguța, „cum este doamna?”.  Ei bine, Madame Duchêne a murit, a murit într-un accident de mașină în urmă cu opt zile. Domnul Duchêne este așadar, întristat până la moarte și nu știe cum viața lui ar mai putea să meargă mai departe. Îi oferă lui Suzanne toți banii pe care îi are la el și se îndreaptă spre cheiul râului cu intenția de a se îneca. Când este cât pe ce să se prăbușească în apă, fosta cameristă îl oprește de la actul disperat, spunându-i că nu merită să facă acest gest jalnic pentru doamna, deoarece tot timpul l-a înșelat cu alți bărbați. Domnul rămâne uimit, iar durerea i-a dispărut cât ai clipi. Suzanne pleacă cu domnul acasă la ea și la o sticlă de Calvados discută despre cum ar trebui să continue acum viața lui. Însă există o problemă, domnul este de fapt mort, pentru că a lăsat o scrisoare de rămas bun pentru socrii săi dificili, care locuiau în casa sa. În mod sigur, dispariția lui va fi în curând comunicată în toate gazetele, iar rudele smerite se vor cearta precis pentru considerabila sa moștenire. Dar domnul vede lucrurile mult mai bine ca strigoi: este scăpat de familia lacomă și acum, eliberat de toate, poate începe o viață nouă.  
Suzanne vrea să i se alăture, iar noul ei început îi oferă șansa de a ieși din „mediul” ei actual. Duchêne în primul rând își inițiază avocatul în toate și îi ordonă să nu dea nici un bănuț din moștenire urmașilor. Apoi vrea să se folosească de cunoscuții Suzannei din lumea interlopă care pentru bani o vor face: așadar domnul angajează trei escroci care împreună cu el să fure toți banii din seiful său de acasă. Zis și făcut. Apoi, Suzanne și fostul ei șef studiază anunțurile de locuri de muncă pentru a obține o nouă slujbă frumoasă pentru amândoi. Anunțul tânărului fabricant de conserve Bernadac vine ca plocon: bărbatul caută personal de serviciu pentru castelul său din Valea Chevreuse. Atât domnul, cât și Suzanne se prezintă la Bernadac ca majordom ajutat de fiica sa, care vrea să lucreze drept cameristă și sunt pe loc angajați. Familia Bernadac se confruntă cu un menaj destul de tulbure. El este un tip lejer, mai tot timpul vesel, care lasă lucrurile să meargă la voia lor în casă. Doamna în schimb, este îndrăzneață, capricioasă și totuși fermecătoare. Bernadac este la a doua căsătorie, din primul mariaj având doi copii, Alain, un tip de fecior-de-bani-gata, și Nathalie, o adolescentă destul de imprevizibilă.
Bernadacii își dau repede seama că au făcut întradevăr o afacere bună cu noul majordom. Este discret, cultivat și încrezător, are maniere impecabile și poate chiar să învețe familia Bernadac multe despre comportamentul social. El este majordomul perfect, aproape ca și cum el ar fi stăpânul casei și nu domnul Bernadac. Privirii atente a lui Duchêne nu îi scapă nimic, nici măcar dragostea înfloritoare a doamnei cu tânărul scriitor plin de succes Michel, care are o pasiune furtunoasă pentru Elisabeta Bernadac. Pe de altă parte, Alain Bernadac, a pus evident ochii pe Suzanne, drăguța cameristă nemai ieșindu-i deloc din minte. Dar poziția socială a Suzannei nu se potrivește deloc și astfel în curând va apare o nouă problemă. Din discuție cu Bernadacii, reiese dezacordul lor cum ar putea Alain să aibă o legătură cu Suzanne atunci când presupusul tată al fetei, domnul, lucrează ca slujitor la ei? Acum „domnul” pune piciorul în prag și întoarce armele. El precizează foarte clar că nu Alain este prea bun pentru Suzanne, ci mai degrabă acest Alain „pierde-vară” nu este bun pentru „fiica” sa Suzanne.  Mai mult chiar, Suzanne este fiica adoptivă a unui important  și foarte bogat bancher. În sfârșit, domnului Duchêne îi răbufnește tot adevărul; acest bancher este el însuși. De acum încolo, nimic nu mai stă în calea fericirii tânărului cuplu.

## Distribuție
- Jean Gabin – bancherul René Duchêne, alias Georges Baudin zis „Monsieur” („domnul”)
- Philippe Noiret – Edmond Bernadac
- Liselotte Pulver – Elisabeth Bernadac
- Mireille Darc – Suzanne, fosta cameristă a lui Duchêne
- Gaby Morlay – mama d-nei. Bernadac
- Gabrielle Dorziat – soacra lui Duchêne
- Henri Crémieux – socrul lui Duchêne
- Claudio Gora – domnul Danoni
- Jean-Paul Moulinot – Maestrul Flament, notarul lui Duchêne
- Heinz Blau – Alain Bernadac
- Berthe Granval – Nathalie Bernadac
- Andrex – Antoine, un spărgător
- Jean-Pierre Darras – Marc, un spărgător
- Alain Bouvette – José, un spărgător
- Peter Vogel – Michel Corbeil, scriitor și amantul Elisabetei
- Jean Lefebvre – detectivul privat
- Jean Champion – patronul hotelului
- Armand Meffre – șeful restaurantului
- André Dalibert – croitorul
- Maryse Martin – Justine, bucătăreasa
- Marina Berti – dna. Danoni
- Angela Minervini – chelnerița de la gustări
- Georgette Peyron – chelnerița restaurantului
- Pierre Moncorbier – lăcătușul
- Paul Faivre – preotul
- Marcel Pérès – grădinarul
- René Fleur – decoratorul
- Michel Nastorg – doctorul
- Max Elder – Octave, valetul
- Raoul Henry – domnul Breteville
- Christian Brocard – clientul fără jenă
- Jean Blancheur – un consumator
- Marc Arian – un client de la gustări
- Laure Paillette – vânzătoarea de flori
- Roger Lecuyer – un oaspete la Bernadac